# Mellösa socken
Mellösa socken i Södermanland ingick i Villåttinge härad, ingår sedan 1971 i Flens kommun och motsvarar från 2016 Mellösa distrikt.
Socknens areal är 125,04 kvadratkilometer, varav 114,52 land. År 2000 fanns här 3 030 invånare. Godsen Harpsund och Yxtaholm, tätorten Hälleforsnäs med Hälleforsnäs bruk samt tätorten och kyrkbyn Mellösa med sockenkyrkan Mellösa kyrka ligger i socknen.

## Administrativ historik
Mellösa socken har medeltida ursprung under namnet Lilla Mellösa socken som namnändrades 1933 till det nuvarande namnet. 
Vid kommunreformen 1862 övergick socknens ansvar för de kyrkliga frågorna till Lilla Mellösa församling och för de borgerliga frågorna till Lilla Mellösa landskommun. Landskommunen uppgick 1971 i Flens kommun.
1 januari 2016 inrättades distriktet Mellösa, med samma omfattning som församlingen hade 1999/2000.  
Socknen har tillhört län, fögderier, tingslag och domsagor enligt vad som beskrivs i artikeln Villåttinge härad.  De indelta soldaterna tillhörde Södermanlands regemente, Oppunda kompani och Livregementets grenadjärkår, Södermanlands kompani.

## Geografi

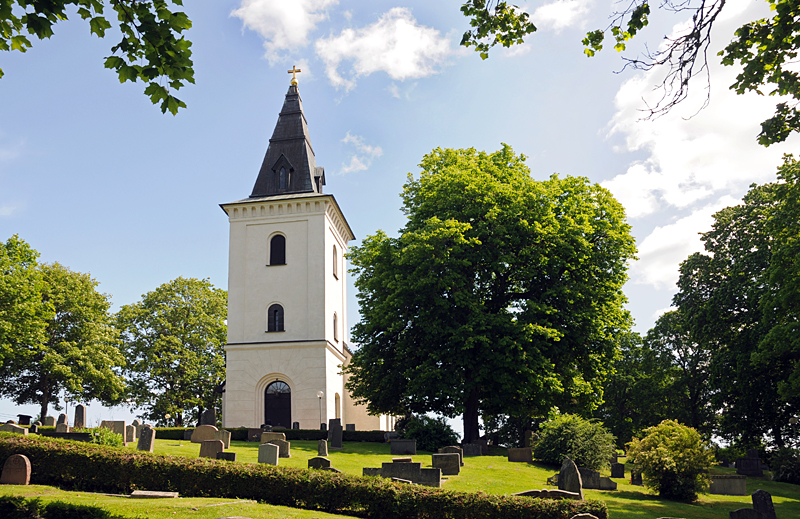
Mellösa kyrka.

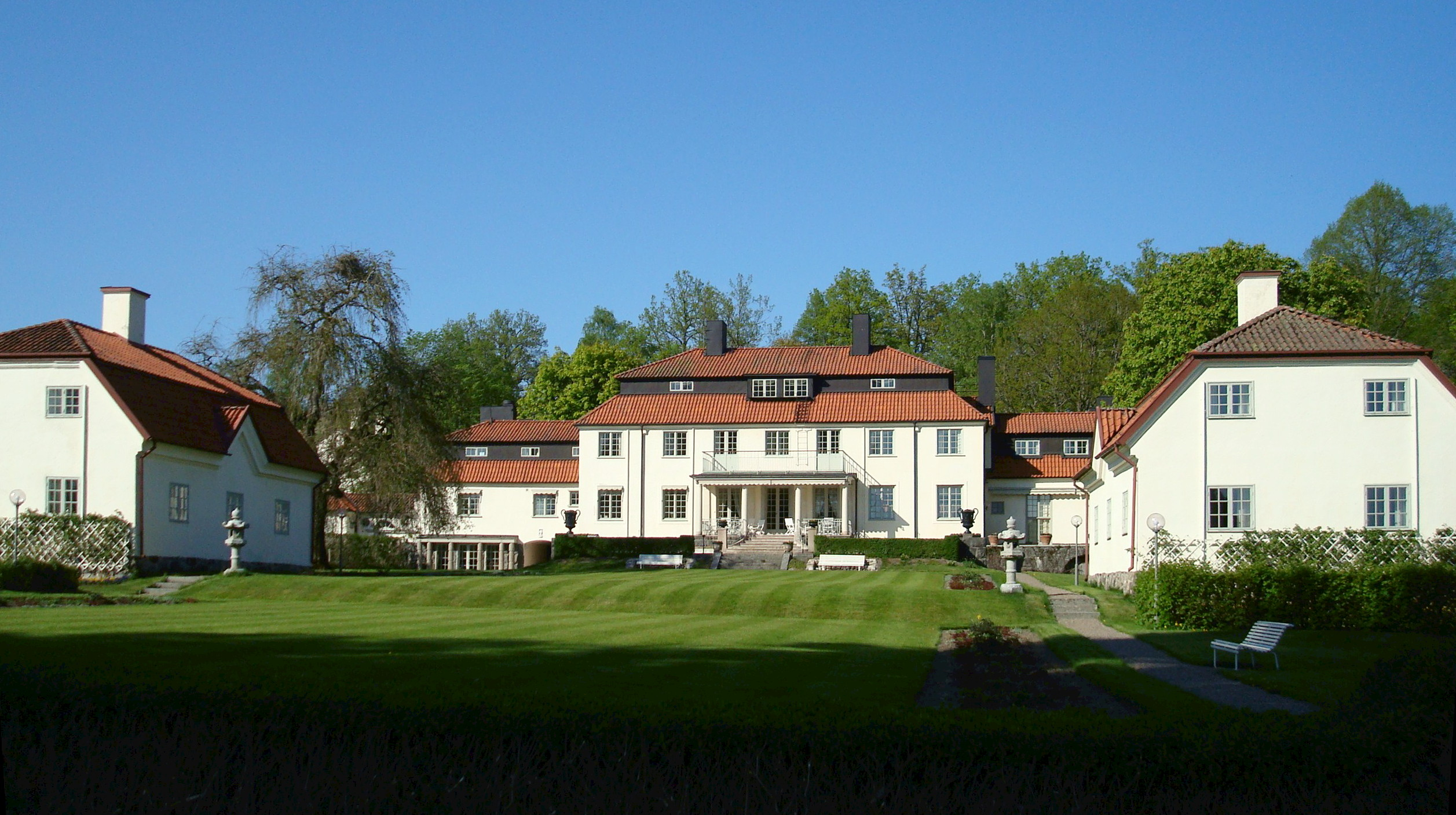
Harpsund.

Mellösa socken ligger norr om Flen kring Hälleforsån och Mellösasjön. Socknen är en sjörik och kuperad skogsbygd i norr och i söder en omväxlande odlingsbygd och skogsbygd.

## Fornlämningar
Lösfynd och minst fem boplatser från stenåldern är funna.  Från järnåldern finns sex gravfält och tre fornborgar.
På 1930-talet hittades Mellösahjulet från den yngre järnåldern i sjön Filaren i Flenmo. Imber Nordin Grip ledde för Nordiska museets räkning omfattande folklivsforskning i trakten.

## Namnet
Namnet (1314 Mädälösum) kommer från kyrkbyn och innehåller mädhal, 'mellan-' och lösa, 'glänta, äng'.